# 文辛
文辛是德国石勒苏益格－荷尔斯泰因州的一个市镇。总面积20.17平方公里，总人口818人，其中男性398人，女性420人（2011年12月31日），人口密度41人/平方公里。